# 1964-es Formula–1 holland nagydíj
Az 1964-es Formula–1-es világbajnokság második futama a holland nagydíj volt.

## Futam
Zandvoortban Gurney szerezte meg a pole-t Clark és Graham Hill előtt.
A rajtnál Clark állt az élre. Surtees a verseny elején megelőzte Arundellt, Gurneyt és Hillt. Gurney a 22. körben kiállt kormányának eltörése miatt, míg Hill gyújtáshibával szenvedett és fokozatosan hátrébb csúszott a mezőnyben. Clark nyolcvan körben vezetve, közel egyperces előnnyel győzött Surtees, Arundell és Hill előtt.
| Helyezés | #  | Versenyző               | Csapat/Motor   | Futott körök | Idő/Kiesés oka | Rajthely | Pontszám |
| -------- | -- | ----------------------- | -------------- | ------------ | -------------- | -------- | -------- |
| 1        | 18 | Jim Clark               | Lotus-Climax   | 80           | 2:07'35,4      | 2        | 9        |
| 2        | 2  | John Surtees            | Ferrari        | 80           | + 53,6         | 4        | 6        |
| 3        | 20 | Peter Arundell          | Lotus-Climax   | 79           | + 1 kör        | 6        | 4        |
| 4        | 6  | Graham Hill             | BRM            | 79           | + 1 kör        | 3        | 3        |
| 5        | 10 | Chris Amon              | Lotus-BRM      | 79           | + 1 kör        | 13       | 2        |
| 6        | 34 | Bob Anderson            | Brabham-Climax | 78           | + 2 kör        | 11       | 1        |
| 7        | 24 | Bruce McLaren           | Cooper-Climax  | 78           | + 2 kör        | 5        |          |
| 8        | 22 | Phil Hill               | Cooper-Climax  | 76           | + 4 kör        | 9        |          |
| 9        | 26 | Jo Bonnier              | Brabham-BRM    | 76           | + 4 kör        | 12       |          |
| 10       | 32 | Giancarlo Baghetti      | BRM            | 74           | + 6 kör        | 16       |          |
| 11       | 8  | Richie Ginther          | BRM            | 64           | + 16 kör       | 8        |          |
| 12       | 12 | Mike Hailwood           | Lotus-BRM      | 57           | Differenciálmű | 14       |          |
| 13       | 36 | Jo Siffert              | Brabham-BRM    | 55           | + 25 kör       | 18       |          |
| Kiesett  | 14 | Jack Brabham            | Brabham-Climax | 44           | Gyújtás        | 7        |          |
| Kiesett  | 16 | Dan Gurney              | Brabham-Climax | 23           | Kiállás        | 1        |          |
| Kiesett  | 4  | Lorenzo Bandini         | Ferrari        | 20           | Gyújtás        | 10       |          |
| Kiesett  | 28 | Carel Godin de Beaufort | Porsche        | 8            | Motorhiba      | 17       |          |
| Kiesett  | 30 | Tony Maggs              | BRM            | 0            | Baleset        | 15       |          |

### Statisztikák
Vezető helyen:
- Jim Clark: 80 (1-80)

Jim Clark 11. győzelme, 14. leggyorsabb köre,  Dan Gurney 2. pole-pozíciója.
- Lotus 16. győzelme.